# Би, Эшлин
Эшлин Клиона О’Салливан (англ. Aisling Clíodhnadh O'Sullivan; родилась 16 марта 1984, Килдэр, графство Килдэр, Ирландия), известная как Эшлин Би — ирландская актриса, сценаристка и комик. Автор идеи и сценария комедийного сериала «Вверх дном», в котором сыграла главную роль. На церемонии вручения премии BAFTA Television Craft Awards 2020 года получила за это премию «Прорыв талантов», а в 2022 году была номинирована на премию Британской академии телевидения за лучшую женскую роль в комедийном шоу. Как стендап-комик Эшлин Би победила в конкурсе «Так ты думаешь, что ты смешная?» на эдинбургском фестивале в 2012 году, став лишь второй женщиной, получившей эту награду за его двадцатипятилетнюю историю. Она регулярно появляется в комедийных телешоу.